# Stazione di Calasetta
La stazione di Calasetta era una stazione ferroviaria a servizio del comune di Calasetta, capolinea della dismessa ferrovia Siliqua-San Giovanni Suergiu-Calasetta.

## Storia

La stazione nei primi anni di attività: sulla destra si notano i binari diretti verso il porto calasettano.

Le origini della stazione sono legate al progetto di costruzione di una rete ferroviaria del Sulcis-Iglesiente a scartamento ridotto, risalente agli anni dieci del Novecento, che permettesse tra le altre le comunicazioni dei comuni dell'isola di Sant'Antioco (e dei relativi porti) con il resto del sud-ovest sardo e con il cagliaritano. I cantieri per la realizzazione della ferrovia tra Siliqua (nodo di interscambio con la rete FS sarda) e Calasetta furono avviati a cura delle Ferrovie Meridionali Sarde nel 1923 per concludersi nel 1926: il 13 maggio di quell'anno la Siliqua-Palmas Suergiu-Calasetta, insieme all'altra linea FMS Palmas Suergiu-Iglesias, vennero ufficialmente inaugurate insieme a tutti gli impianti, compresa la stazione capolinea di Calasetta, che, come il resto della rete, fu attiva dal 23 maggio 1926. Come tutte le stazioni FMS inaugurate con le rispettive ferrovie, anche quella di Calasetta vide l'apporto del pittore Stanis Dessy per la decorazione del fabbricato viaggiatori dello scalo.
Lo scalo di Calasetta fu costruito a pochi metri dal locale porto, importante per i collegamenti con l'isola di San Pietro e con il suo unico centro abitato, Carloforte, per questo furono realizzati dei brevi raccordi che dalla stazione raggiungevano le banchine portuali per l'interscambio merci tra le due isole sulcitane. Nei decenni successivi all'apertura con l'aumento del traffico sulla rete FMS la stazione fu inoltre potenziata, ed il fabbricato viaggiatori venne ampliato.

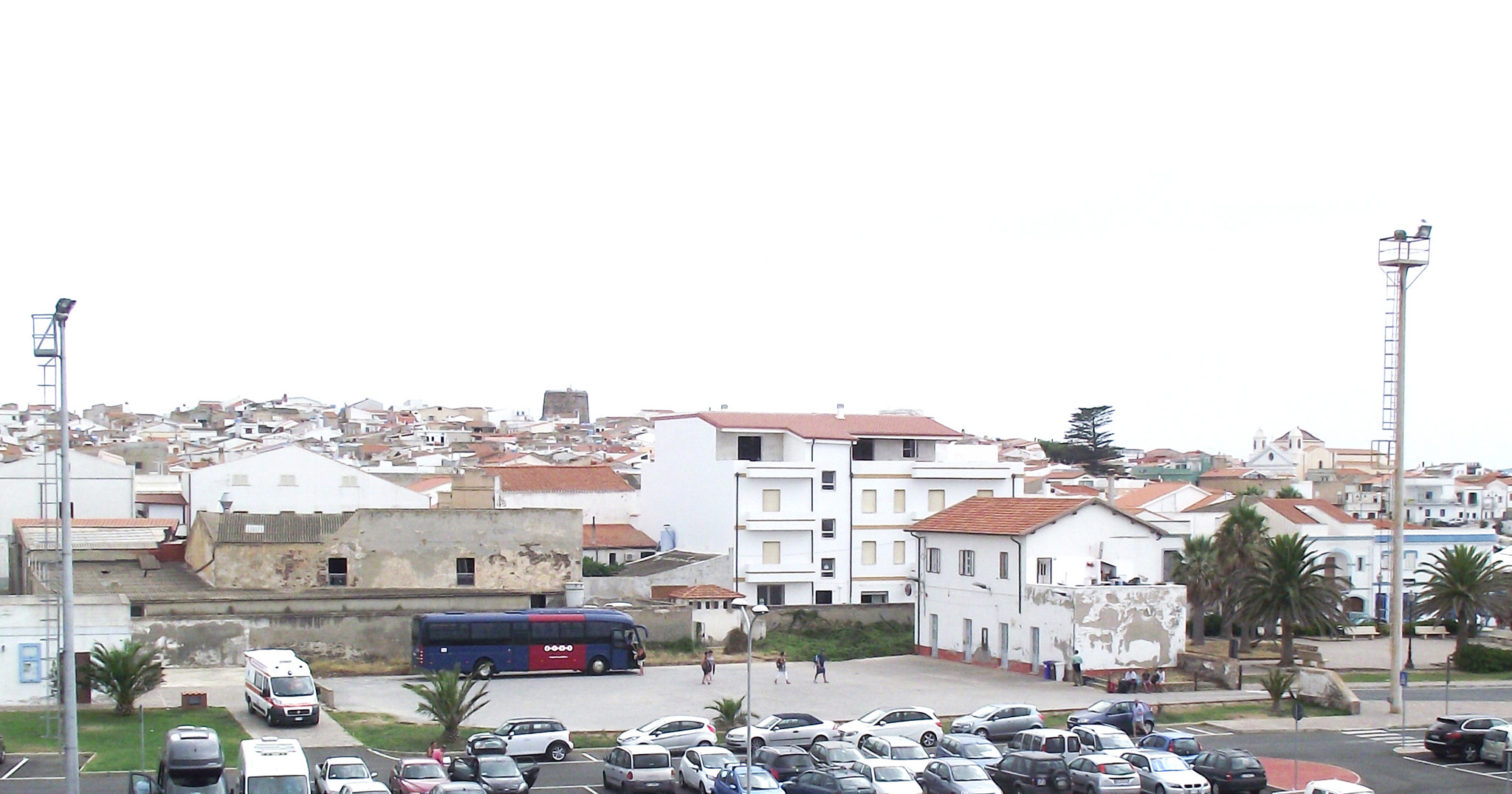
L'area della stazione nel 2014, utilizzata per il servizio di autolinee dell'ARST

Nel dopoguerra la stazione come il resto della ferrovia vide progressivamente calare il traffico merci, che cessò quasi integralmente negli anni sessanta, fatto che, complice anche la contrazione del movimento passeggeri, portò a mettere a rischio il futuro delle linee FMS.
La storia ferroviaria della stazione terminò nel 1974, anno in cui si concretizzarono le già ricorrenti voci di una possibile chiusura della rete: il 1º settembre di quell'anno le 2 linee ferroviarie delle Ferrovie Meridionali Sarde e tutte le stazioni ancora attive in quel momento, compresa quella calasettana, furono definitivamente chiuse all'esercizio. Nel caso specifico della stazione di Calasetta parte delle strutture fu riconvertita per l'espletamento dei servizi di autolinee delle FMS, venendo utilizzata sia come fermata capolinea che come deposito autobus. Dal 2008, anno di inglobamento delle FMS nell'ARST, è quest'ultima società ad operare nell'area della stazione un tempo ferroviaria.

## Strutture e impianti

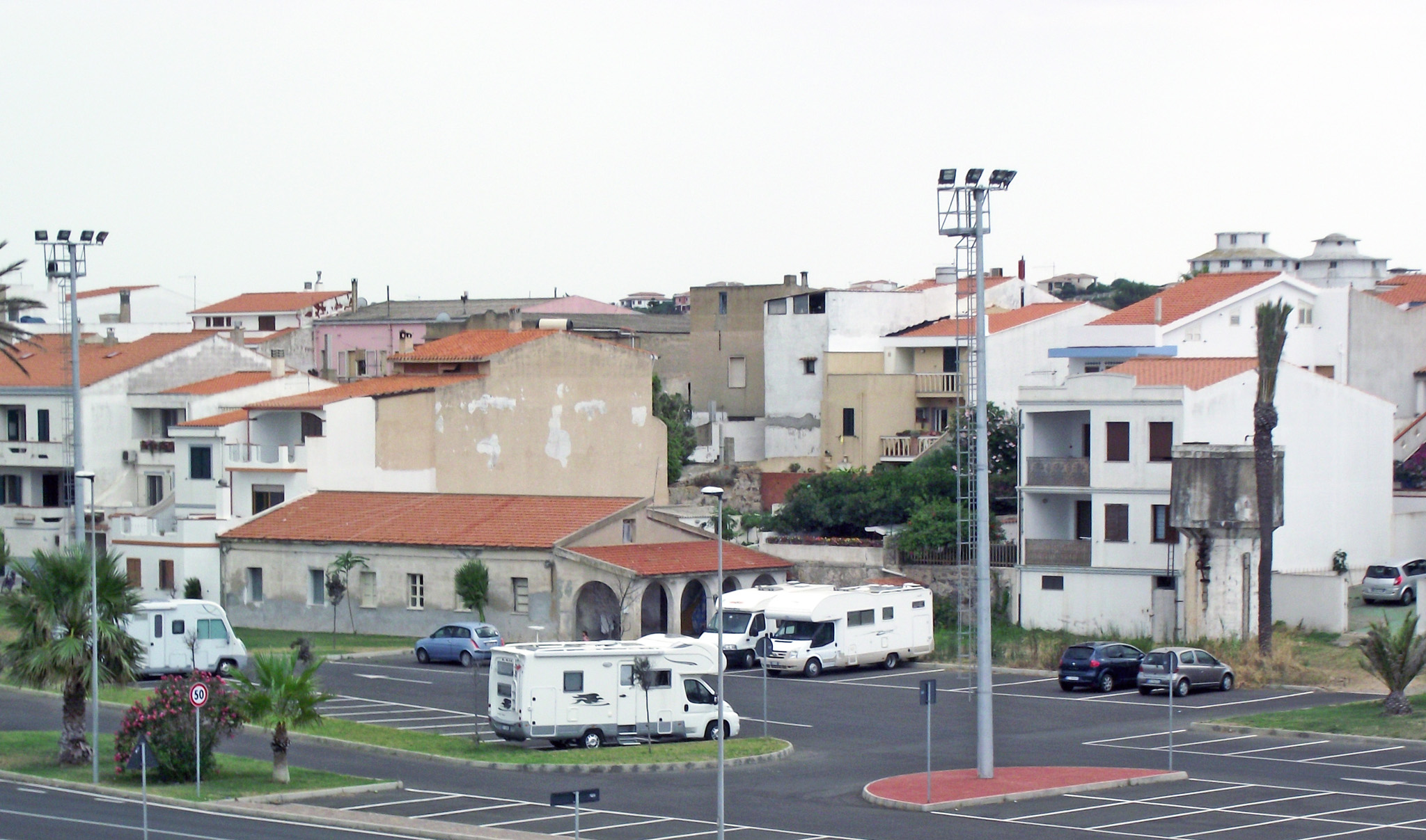
L'ex deposito locomotive e la torre dell'acqua della stazione, nella parte sud dello scalo.

L'area della stazione occupata in origine dai binari è stata privata delle rotaie e della massicciata negli anni successivi alla chiusura delle linee ferroviarie FMS, per consentire l'impiego dell'impianto come deposito per gli autobus della ex concessionaria ferroviaria.
Negli anni di impiego per l'attività ferroviaria, nella configurazione originale della stazione dinanzi al fabbricato viaggiatori erano situati 3 binari tronchi, impiegati per la sosta dei convogli passeggeri e merci. Sul più occidentale di questi si innestava il raccordo verso un ulteriore binario tronco, che serviva la locale rimessa locomotive, il rifornitore idrico dell'impianto e una piattaforma girevole. Dal fascio binari principale della stazione si distaccavano inoltre due ulteriori binari (all'altezza del deposito locomotive), diretti a est verso il vicino porto di Calasetta: uno di questi terminava tronco dinanzi a una gru per il carico/scarico delle merci, mentre l'altro proseguiva aggirando gli edifici della stazione sino alla banchina principale del porto. Da sottolineare inoltre come all'epoca la stazione risultasse situata sul lembo estremo della costa, coi binari all'ingresso dello scalo e molti scambi che lambivano il mare (successivamente alla chiusura della ferrovia vi furono lavori di recupero di terra per ampliare il porto calasettano che spostarono il limite delle acque più lontano dallo scalo).
La gestione del movimento in stazione e nel raccordo era di competenza del locale Dirigente Movimento, mentre l'inversione di marcia dei rotabili era garantita da una piattaforma girevole ferroviaria presente all'epoca sul binario di accesso al deposito locomotive, in posizione opposta a quest'ultimo edificio.

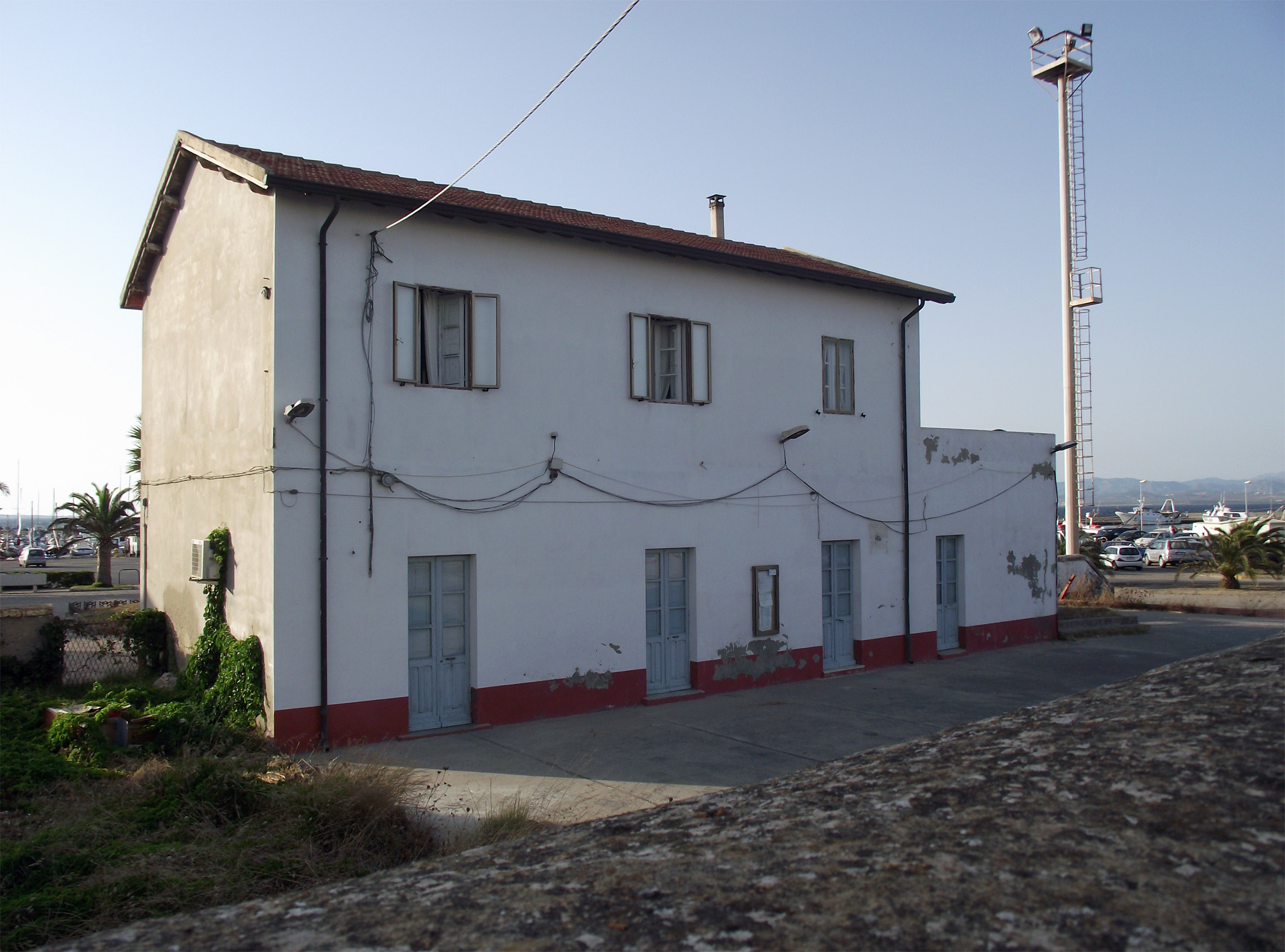
Il fabbricato viaggiatori, originariamente della tipologia di II classe senza magazzino merci delle Ferrovie Meridionali Sarde, ampliato al piano terra alcuni decenni dopo l'inaugurazione.

Essendo uno degli scali capolinea della Siliqua-San Giovanni Suergiu-Calasetta, la stazione era dotata di vari edifici e infrastrutture di servizio.
Il fabbricato viaggiatori, l'unico della rete FMS realizzato in posizione perpendicolare rispetto ai binari, riprendeva lo schema degli edifici passeggeri di II classe delle Ferrovie Meridionali Sarde, pur avendo la particolarità di avere un magazzino merci separato dal corpo principale anziché situato ad una delle estremità come negli altri impianti di questo tipo. Dal punto di vista architettonico era in origine una costruzione a tre luci e due piani, a cui poi fu aggiunto alcuni decenni dopo la costruzione un ulteriore blocco sul lato est sul solo piano terra.
Ad ovest del fabbricato viaggiatori fu costruito un piccolo edificio per i servizi igienici, mentre perpendicolarmente all'altro fianco dell'edificio principale furono costruiti il magazzino merci ed un altro fabbricato di servizio, entrambi demoliti dopo la chiusura della ferrovia. Sul lato ovest dell'area della stazione furono inoltre realizzati un deposito locomotive ed una torre dell'acqua.
Lo scalo merci dell'impianto era situato nella parte orientale della stazione, e comprendeva il binario più a est del fascio principale e quello del raccordo per la banchina principale del porto, in mezzo ai quali era situato il magazzino merci. Oltre a questi binari era utilizzato per il servizio anche l'altro raccordo diretto al porto che terminava in origine dinanzi a una piccola gru: questa veniva impiegata per il trasbordo delle merci in arrivo o in partenza verso Carloforte.

## Movimento
La stazione fu chiusa al servizio ferroviario il 1º settembre 1974, in precedenza era servita dai treni regionali delle FMS.

## Servizi
Durante l'attività ferroviaria la stazione fu dotata dei seguenti servizi agli utenti:
- Biglietteria a sportello
- Sala d'attesa
- Servizi igienici

## Interscambi

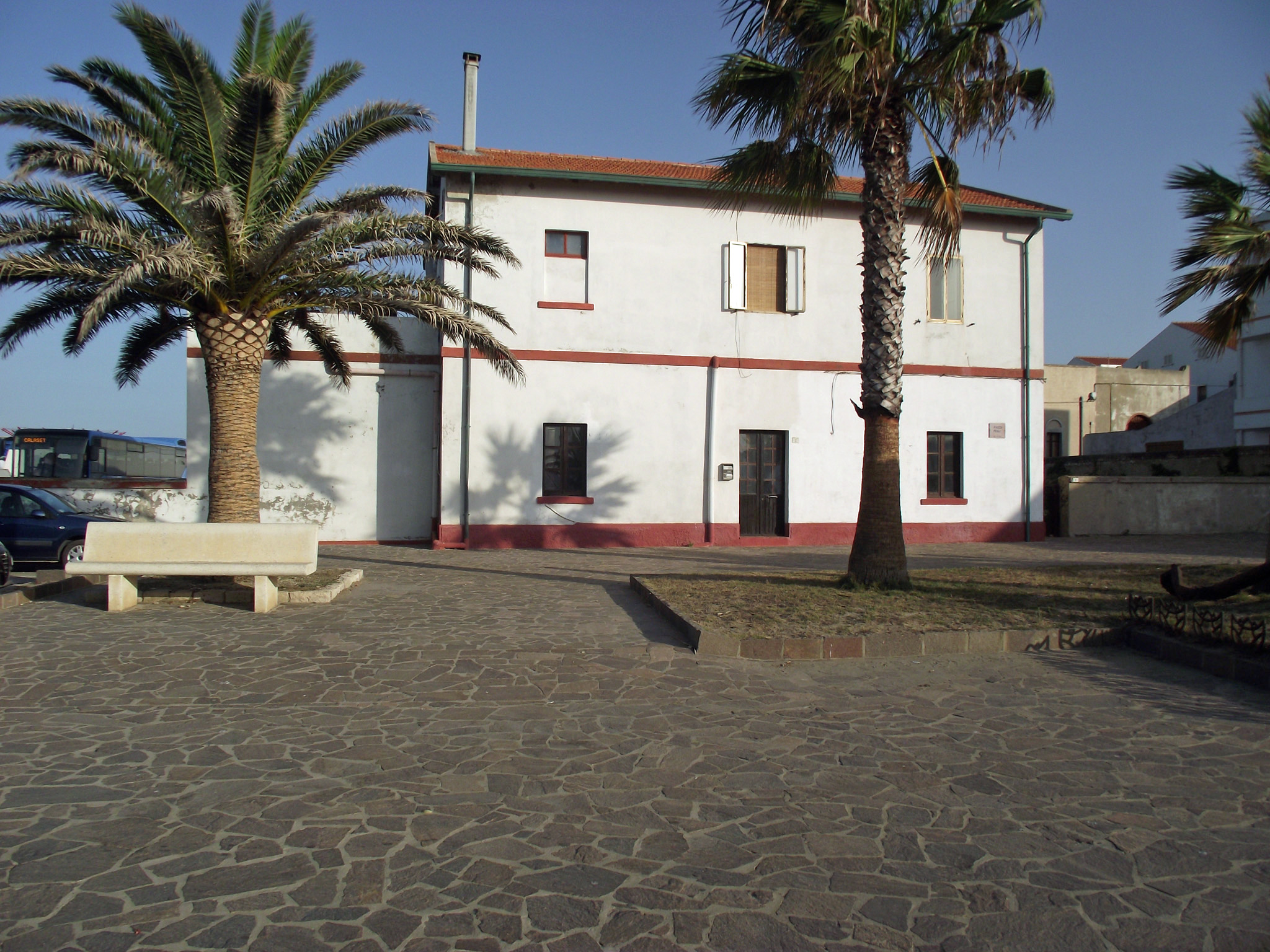
Il fabbricato viaggiatori visto da piazza Pegli

L'area della stazione ospitava ancor prima della chiusura della ferrovia una fermata per le autolinee espletate dalle FMS: al 2014 tali autolinee (dal 2008 passate sotto la gestione dell'ARST) utilizzano l'ex piazzale binari della stazione sia come fermata (da cui sono raggiungibili molti comuni del Sulcis-Iglesiente, Cagliari, le località servite in passato dalla rete ferroviaria FMS e, durante il periodo estivo, le spiagge calasettane), sia come area di sosta per gli autobus.
- Fermata autobus

La vicinanza del porto di Calasetta permetteva e permette inoltre il collegamento con Carloforte, sull'isola di San Pietro, tramite corse con traghetti espletate durante gli ultimi anni di attività della ferrovia da Tirrenia di Navigazione e nel 2016 da Delcomar.